# Rue Gambetta (Nanterre)
Pour les articles homonymes, voir Rue Gambetta.
La rue Gambetta est une voie publique de la commune de Nanterre, dans le département français des Hauts-de-Seine.

## Situation et accès

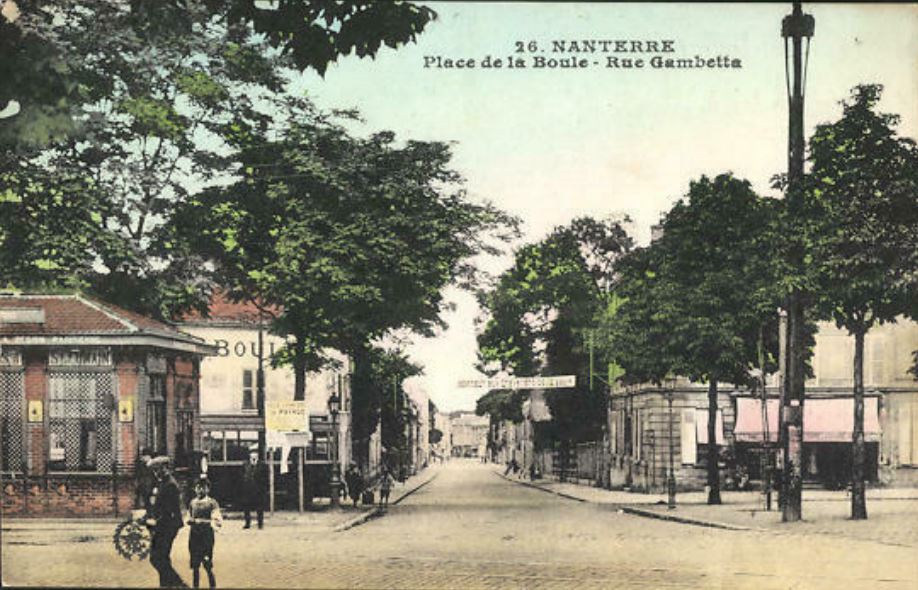
Rue Gambetta, place de la Boule.

À partir de la place Gabriel-Péri, à l'intersection du boulevard du Levant, la rue Gambetta rencontre le boulevard du Sud-Est et la rue Jules-Gautier, nom donné en 1912 à la rue du Parc.
Elle se termine à la place de la Boule.

## Origine du nom

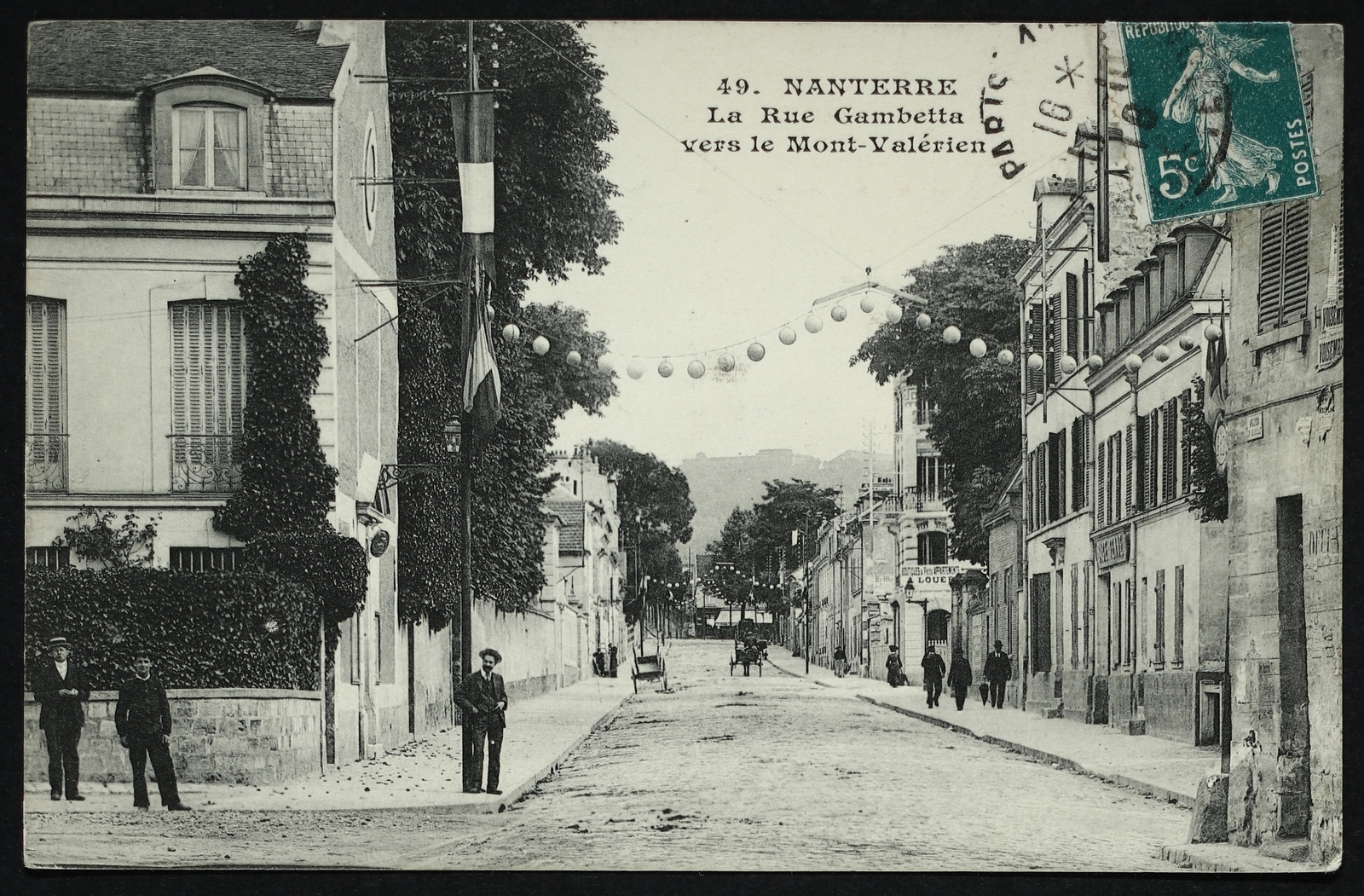
Dans la direction du Mont-Valérien.

Elle doit son nom à Léon Gambetta (1838-1882), homme politique, membre du gouvernement de la défense nationale en 1870, président du Conseil.

## Historique

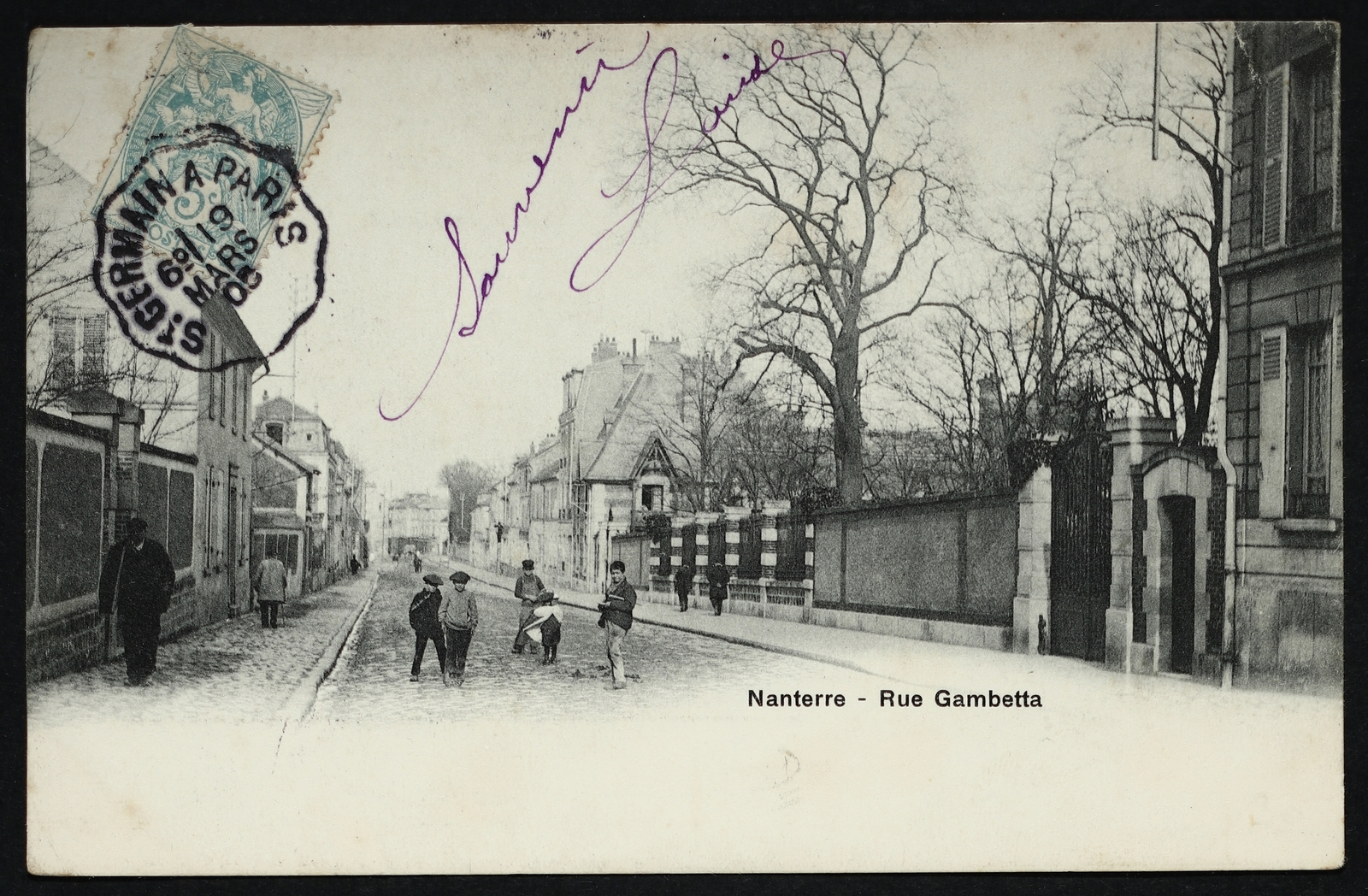
La rue Gambetta en 1905.

Cette voie qui apparait sur les cartes au début du XVIIIe siècle et qui existait avant 1733, s'est appelée « chemin de la Boule-Royale », puis « rue Royale » jusqu'en 1884.